# 第14軍団ゲミナ
第14軍団ゲミナ (Legio XIIII Gemina) 、正式にはレギオン14軍団ゲミナ・マルティア・ウィクトリクス (Gemina Martia Victrix) は、帝政ローマのローマ軍団のひとつで、共和政ローマ末期にオクタウィアヌスによって紀元前41年設立され、5世紀半ばまで存続した。
「ゲミナ」という名はラテン語では「双子」を指し、もともとこの軍団は2つあったものが1つに統合されたものと考えられ、恐らくそのひとつはウェルキンゲトリクスのアレシアの戦いに参加したガイウス・ユリウス・カエサルの第14軍団ではないかと推測されている。「マルティア・ウィクトリクス」という名はボウディッカの反乱鎮圧の活躍によりネロによって名付けられた。軍団の紋章は、後にアウグストゥスとなったオクタウィアヌスが設立した他の軍団と同様一角獣となっている。

## 軍歴

### ユリウス＝クラウディウス朝
低地ゲルマニアのモグンティアクムに駐在する。43年、クラウディウスの治世にブリタンニアに侵攻、そして60年、61年のボウディッカの反乱の鎮圧に参加した。

### フラウィウス朝
ドミティアヌスの治世にルキウス・アントニウス・サトゥルニヌスが反乱を起こし第14軍団は第21軍団ラパクスとともに反乱を支援した。しかし反乱は鎮圧され、第21軍団は解散。92年に第14軍団ゲミナは任地をパンノニアへ移す。以降任地はウィンドボナとなる。

### 五賢帝時代
パンノニアではサルマタイの侵略に防衛、トラヤヌスの治世にダキア人との戦争に従軍、後にカルヌントゥムに移転、以降軍団の終焉までこの地に駐在する事となった。この地では主にマウリ族の国境侵犯を防御、またルキウス・ウェルスのもとでパルティアとの戦争にも従軍、そしてマルクス・アウレリウス・アントニヌスの時代となると、軍の指揮をカルヌントゥムで取った。

### セウェルス朝
五賢帝時代が終わり、コンモドゥスの治世、そして193年にコンモドゥスを殺しペルティナクスが帝位に就くと、それに対して対立皇帝が擁立され内乱状態となった。この時、第14軍団を含むパンノニアの全軍団はセプティミウス・セウェルスを支持して、皇帝に推挙、第14軍団は彼の指揮のもとでローマへ進軍、そして対立皇帝のディディウス・ユリアヌスを殺害、セウェルスは元老院よりローマ皇帝の承認を受ける。そして皇帝となったセウェルスのもとで対抗勢力のペスケンニウス・ニゲルとの戦闘に従軍、勝利し、セウェルスは単独のローマの支配者としてセウェルス朝の始祖となった。また彼の指揮のもとで第14軍団は中東のパルティアとの戦争にも従軍、恐らくクテシフォンを陥落させた戦闘にも参加していたとも考えられている。

### 軍人皇帝時代
ウァレリアヌスがサーサーン朝ペルシアとの戦争で捕虜となり、帝国は混乱状態となる。第14軍団は対立者レガリアヌスを支持してガリエヌスと戦う。しかしガリエヌスが皇帝となると、今度はガリエヌスのもとで西方に出現したガリア帝国のポストゥムスの勢力に対抗した。

### 帝国末期
その後5世紀になっても第14軍団はカルヌントゥムに駐在していたが、430年代を境に記録から姿を消した。恐らくはローマ帝国末期の混乱の中でドナウ川流域の領土が蛮族に侵略された事によるものと考えられている。